# Cristiano Tomei
Cristiano Tomei (Viareggio, 3 settembre 1974) è un cuoco e personaggio televisivo italiano.

## Biografia
Frequenta l'istituto tecnico nautico statale "Artiglio" a Viareggio, dove si diploma nel 1995. Diventa cuoco in maniera autodidatta perfezionandosi durante periodi trascorsi all'estero.
Nel 2001 inizia la prima esperienza come gestore di un ristorante situato all'interno dello stabilimento balneare Aurora-Lita a Viareggio, poi nel 2002 apre il ristorante "L’Imbuto" a Viareggio, ristrutturando una vecchia falegnameria. Nel 2012 trasferisce il ristorante a Lucca, presso palazzo Boccella integrandolo nel museo di arte contemporanea Lu.C.C.A... Dal 2019, il ristorante si è trasferito nei locali di palazzo Pfanner, sempre nel centro di Lucca.
Cristiano è sposato e sua moglie collabora nella gestione del ristorante "L'Imbuto"; la coppia ha due figli maschi.

## Premi e riconoscimenti

### L'Imbuto
- 1 Stella Michelin  (2014)

## Televisione
- La prova del cuoco (Rai 1, 2009-2010)
- MasterChef Magazine[5] (Sky Uno, 2013)
- I re della griglia[6] (DMAX, 2014) – Giudice
- Cuochi d'Italia (TV8, 2017-2021) – Giudice
- Pupi & Fornelli (TV8, 2019)
- Cuochi d'Italia All Stars (TV8, 2020)
- Cuochi d'Italia: Speciale Natale 2020 (TV8, 2021) -Giudice